# Christopher Go
Christopher Lawrence Tesoro Go, detto Bong (Davao, 14 giugno 1974), è un politico filippino.

## Biografia
Nasce a Davao all'interno di una famiglia sinofilippina, figlio dell'imprenditore Desiderio Go e di Marichu Tesoro-Go. Il bisnonno materno Roman Tesoro (1901-1979) era il fondatore di una delle più grandi case editrici della città.
Studia presso l'Università De La Salle, conseguendo poi una laurea in management.
Nel 1998 è assunto come segretario e assistente personale dell'allora Sindaco di Davao Rodrigo Duterte. Coinvolto in impegni sia personali che professionali, nel corso degli anni diverrà noto come il "tuttofare di Duterte". Acquisisce notorietà nell'autunno del 2015 accompagnando il primo cittadino a numerosi comizi a seguito della candidatura di quest'ultimo alle presidenziali del 2016. L'ampia vittoria di Duterte e il significativo risultato elettorale ottenuto dal PDP-Laban portano più tardi a un importante rimescolamento del quadro politico filippino.
Nominato come assistente speciale del presidente (in inglese Special Assistant to the President), è quindi incaricato di supervisionare il personale presidenziale. Durante il suo mandato è accusato dal sito web di notizie Rappler, distintosi per le critiche sull'operato di Duterte, di aver influenzato l'esito di un accordo – noto come Frigate Deal – da 16 miliardi di pesos della Marina militare filippina. Una successiva investigazione da parte del Senato delle Filippine lo scagiona dalle accuse.
Il 15 ottobre 2018 formalizza la sua candidatura al Senato in vista delle parlamentari del 2019, dove si classifica terzo con oltre 20 milioni di voti, alle spalle delle sole Cynthia Villar e Grace Poe.
Il 2 ottobre 2021, per la sorpresa generale, ufficializza la sua corsa alla vicepresidenza alle elezioni del 2022, sostenuto pubblicamente da Duterte, che nei mesi precedenti aveva manifestato la volontà di candidarsi per la medesima carica. La candidatura di Go è presentata dalla fazione Cusi del PDP-Laban, entrata da tempo in forte contrasto con la fazione Pacquiao, che invece decide di appoggiare la corsa al Malacañang dell'ex pugile e del suo vice Lito Atienza. Dopo settimane di forte incertezza politica – in cui le dinastie politiche, protagoniste dello scenario locale, iniziano a delineare alleanze e strategie in vista delle elezioni – aderisce al partito PDDS (acronimo di Pederalismo ng Dugong Dakilang Samahan, letteralmente "Federalismo dell'Associazione di Sangue Eroico") per evitare un conflitto di interessi con il PDP-Laban, prendendo quindi il posto del suo tandem Ronald dela Rosa (ritiratosi dalla corsa alla presidenza) con il benestare di Duterte. Il periodo preelettorale è infiammato dalla pubblicazione di sondaggi che lo classificano agli ultimi posti: a seguito dei bassi risultati, il 30 novembre seguente Go annuncia il suo ritiro dalla corsa presidenziale.